# Puente de Occidente
A Puente de Occidente (spanyol nevének jelentése: nyugati híd) egy 19. századi műemlék függőhíd a kolumbiai Cauca folyó fölött. Ez az amerikai földrész leghosszabb fa függőhídja.
A függőhíd 2012 óta a világörökség javaslati listáján szerepel.

## Története
1887-ben Marcelino Vélez kormányzó pénz biztosítását rendelte el egy olyan híd építésére, amely része lehet az Antioquiát, Sopetránt és San Jerónimót összekapcsoló hálózatnak. A hidat José María Villa tervezte, építése 1887. december 4-én kezdődött, felavatására 1895. december 27-én került sor. A felhasznált kábeleket és minden vas- és acélelemet Angliából hozattak. Ez a tervező egyetlen olyan hídja, amely máig fennmaradt.
2000-ben a ConConcreto nevű cég 1,012 milliárd peso költséggel felújította. 2012-ben felvették az UNESCO világörökség-várományosi listájára.

## Leírás
A híd Kolumbia középpontjától északnyugatra, Medellín városától mintegy 40 km távolságra húzódik a Cauca folyó fölött nagyjából nyugat–keleti irányban. Hossza 291 méter, ezzel pedig egész Amerika leghosszabb fából készült függőhídja. Két hídfőjénél két-két, 11 méter magas piramisszerű építmény található, amelyek négy kábelt tartanak, ezek hordják a fából készült, 2,6 méter széles hídpályát. Közepén egy járművek számára kialakított sáv húzódik, míg ennek két szélén egy-egy gyalogos sáv. A legszélesebb jármű, amely áthaladhat a hídon, 2 méter széles, a legnagyobb megengedett sebesség 5 km/h. Mivel eredetileg gyalogosok és állatvontatta járművek közlekedésére tervezték, a folyamatos gépjárműforgalom lassan-lassan kárt tesz a szerkezetében, ezért tervezik, hogy kitiltják róla a nagyobb gépjárműveket.

## Képek

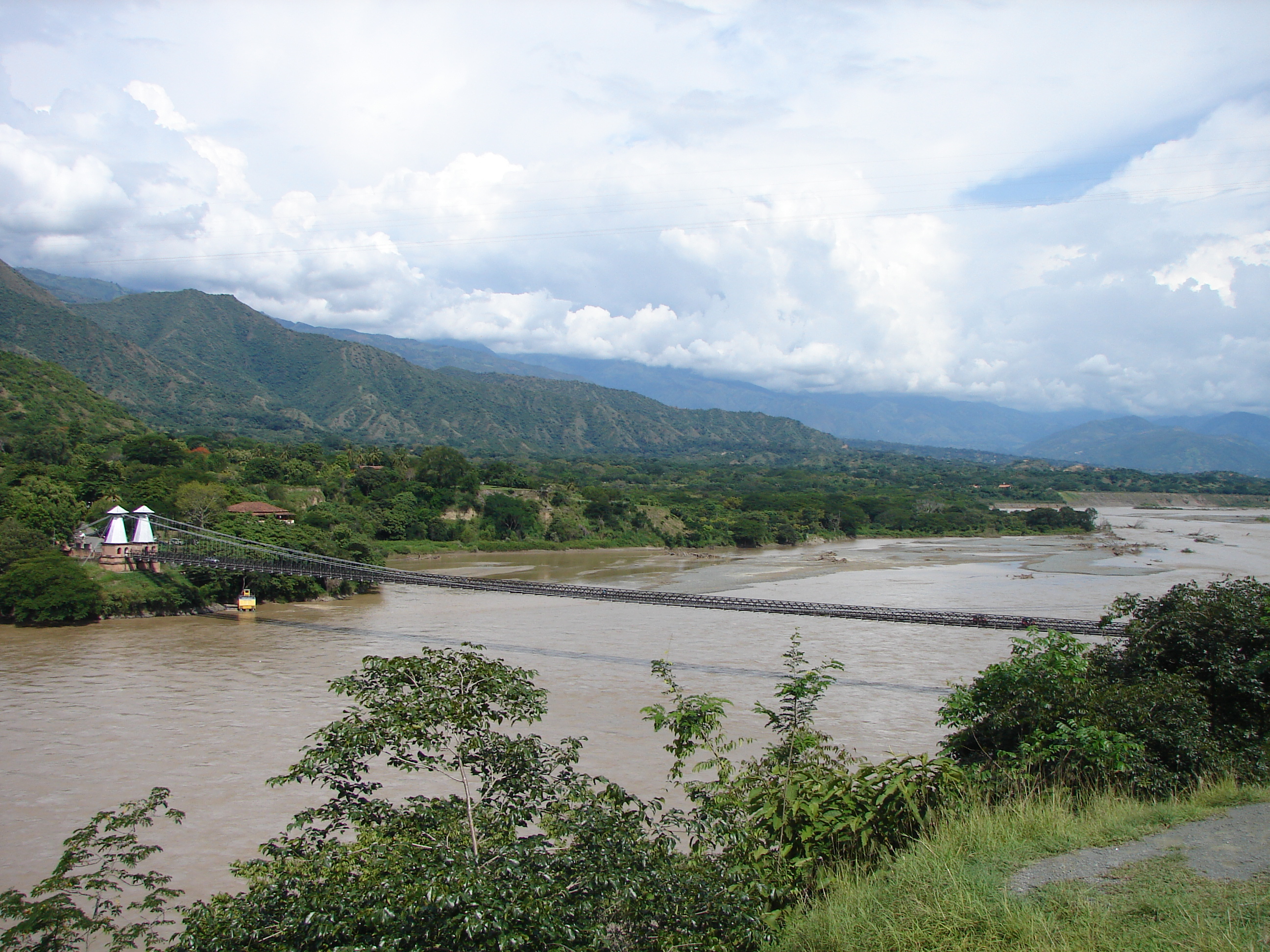
Messziről nézve
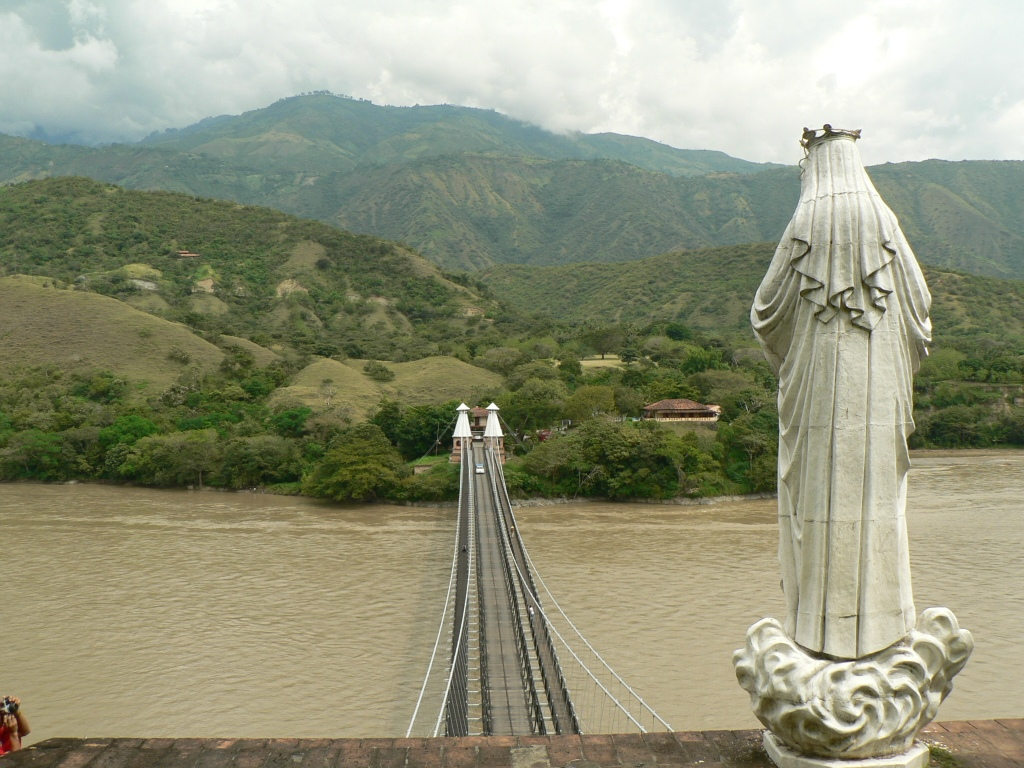
A híd és Szűz Mária szobra
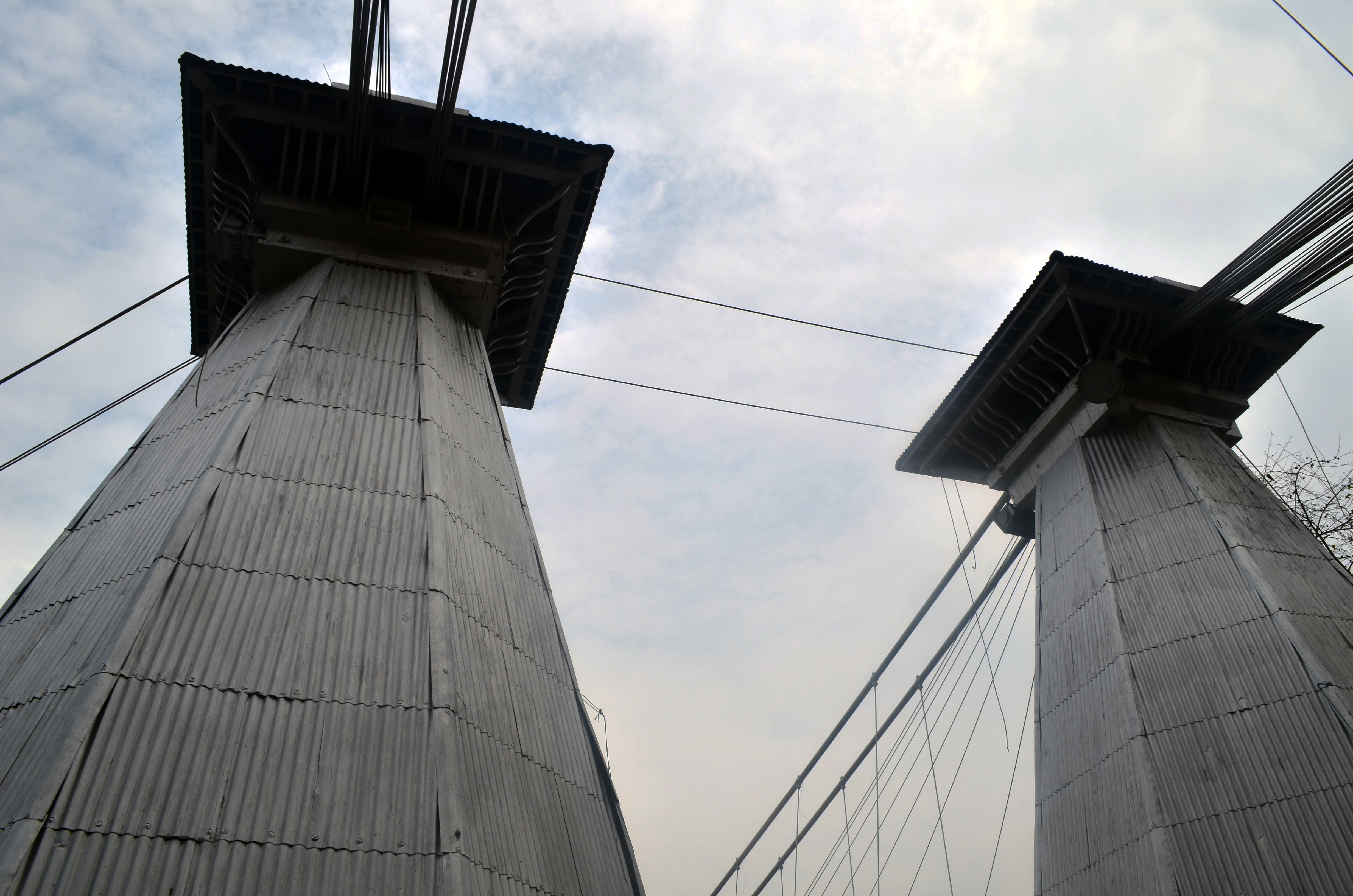
Építmények a hídfőnél
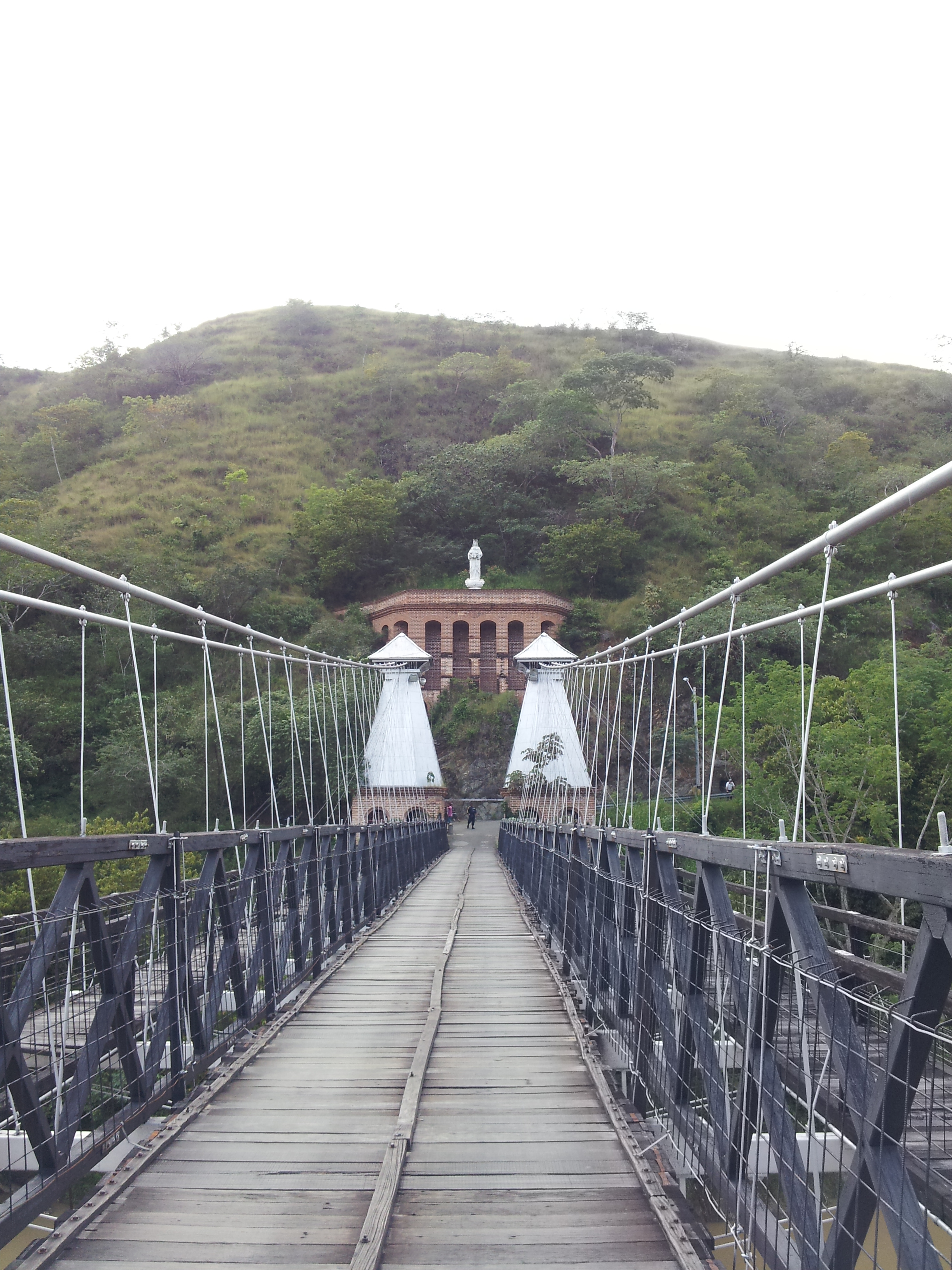
Látkép a hídról